# Đakovići (Novi Travnik)
Pour les articles homonymes, voir Đakovići.
Djakovići (en cyrillique : Дјаковићи) est un village de Bosnie-Herzégovine. Il est situé dans la municipalité de Novi Travnik, dans le canton de Bosnie centrale et dans la fédération de Bosnie-et-Herzégovine. Selon les premiers résultats du recensement bosnien de 2013, il compte 23 habitants.

## Démographie

### Évolution historique de la population
| 1948 | 1953 | 1961 | 1971 | 1981 | 1991 | 2013 |
| ---- | ---- | ---- | ---- | ---- | ---- | ---- |
| -    | -    | 242  | 285  | 275  | 283  | 23   |

|  |